# Diogo Sardinha
Diogo Sardinha (Lisboa, 1971) es un filósofo portugués.
Alumno de Étienne Balibar, sus trabajos más conocidos tratan de filosofía francesa contemporánea (inspirado sobre todo en el pensamiento de Michel Foucault y Gilles Deleuze) y de filosofía clásica alemana, particularmente Immanuel Kant. Antiguo presidente del Colegio Internacional de Filosofía, en París, fue el único extranjero a dirigir esta institución francesa fundada en 1983 por Jacques Derrida entre otros. Diogo Sardinha inició sus estudios de filosofía en la Universidad de Lisboa, donde se licenció en 1997, antes de irse a París. Se doctoró en la Universidad de París 10-Nanterre bajo la dirección de Étienne Balibar en el 2005  e hizo su “habilitación” en la Universidad París 8 en el 2016. Fue también investigador visitante de las universidades Católica de San Pablo (2006), Freie de Berlín (2007-2008) y Columbia de Nueva York (2013). En el Colegio Internacional de Filosofía de París dirigió el programa de investigación “Violencia y política: el motín como forma de movimiento salvaje” (2010-2016) Archivado el 28 de marzo de 2019 en Wayback Machine..

## Crisis financiera del Colegio Internacional de Filosofía
El 17 de octubre de 2014, en un momento de crisis financiera del Colegio Internacional de Filosofía, Diogo Sardinha publicó un artículo en la revista Le Nouvel Observateur llamando la atención para el "perigo de muerte" que amenazaba la institución. Anunció el lanzamiento de una "movilización pública e internacional para defender la existencia del Colegio", acompañada de una petición.
Este artículo fue notado más allá de Francia. En Alemania, la radio Deutschlandfunk Kultur anuncia que "el presidente del Colegio, el filósofo Diogo Sardinha, teme que tenga que cerrar la institución en noviembre, ya que el Ministerio de Educación Superior e Investigación ha cancelado la subvención anual de 240.000 euros sin justificación. En la Deutschlandradio Kultur hizo un llamamiento a la sostenibilidad de la financiación y dijo: "El Colegio tiene conexiones en todo el mundo y, desde el principio, el apoyo de filósofos alemanes, entre ellos Albrecht Wellmer o Ernst Tugendhat. Nuestros lazos con Alemania son muy fuertes".
En el Reino Unido, el Times Higher Education explica que "el presidente del Colegio, Diogo Sardinha, y la asamblea colegial de 50 directores de programas (35 en Francia y 15 en otros países) han lanzado una petición internacional para salvar el trabajo de esta institución única. Hace un llamamiento al Presidente francés François Hollande para que cumpla los compromisos iniciales que fundaron el Colegio y garantice así la presencia del pensamiento crítico en la vida pública francesa."
Difundida en diecinueve idiomas, la petición "¡Salven el espacio cívico del Colegio Internacional de Filosofía, por el derecho a la filosofía para todos! "finalmente recibió una respuesta favorable de la ministra de Educación Nacional, Najat Vallaud-Belkacem.

## Filosofía
Su libro más sobresaliente es Orden y Tiempo en la Filosofía de Foucault (Francés, 2011; Español, 2014), donde argumenta que la obra de Foucault es profundamente filosófica, condición que esta obra revela cuando recurre a conceptos clásicos y cuando supone esquemas especulativos que no pueden ser comprendidos sin volver a Kant, a Nietzsche o a Heidegger; y, además, esta obra tiene un sentido filosófico profundo, aquel que parte de la determinación fundamental de las evidencias superficiales para alcanzar una sistemática reinventada. Sardinha reconoce por supuesto que no es este el único sentido que puede ser descubierto en esta obra, y sin duda, este sentido no la recubre en todos sus detalles. Pero está en el centro de lo que nos ha legado, lo más singular y lo más prometedor.
Esta tesis suscitó la aprobación y la crítica dentro y más allá de la filosofía y en diferentes países, entre ellos los de lengua española. Así, el historiador Alberto Castrillón, en Colombia, escribe que “Diogo Sardinha violenta las evidencias que ya comenzaban a solidificar y estabilizar en un consenso peligroso las interpretaciones de Foucault. Si no reitera lo dicho es porque lo otro aparece como lo no dicho que causa estupor y que sorprende. Pero que también provocará sendas polémicas al volvernos a hacer conscientes de que Foucault tendrá mucho que decirnos mientras revuelque las certidumbres y provoque las discusiones y el entusiasmo por construir sentidos nuevos; inversión de valores que son producto de la crítica y de la fuerza interpretativa presente en esta gran obra.”
En España, Jesús González Fisac explica que “el libro de Diogo Sardinha se ocupa de aspectos de la filosofia de Foucault que, sin pasar desapercibidos, no han recibido sin embargo nunca un tratamiento coherente y exhaustivo. Está en juego pensar algo así como el ‘sistema’ en Foucault, a partir precisamente de una re-interpretación fuerte de los conceptos de orden y de tiempo, una interpretación contravenida diríamos, que va a arrumbar precisamente la lectura que la metafísica ha hecho de ambos como estructura o andamiaje del ser y el fundamento.”
En Venezuela, Jorge Dávila declara: “Sardinha muestra que es la espacialidad – y no la temporalidad de la historiografía – el modo del tiempo en Foucault; condición coadyuvante de un cierto orden. Y así se ocupa concienzudamente de esos dominios de experiencia. En lo esencial, muestra Sardinha que, de acuerdo con los análisis histórico-críticos de Foucault, tales dominios obedecen a la dupla superficie/fondo. Así, el dominio del poder en cuanto experiencia ofrece una cantidad de normas, saberes e instituciones cuyo fondo es una relación de poder que juega el papel de una tecnología de disposición, un dispositivo; del mismo modo, en el dominio del saber las diversas composiciones del conocimiento obedecen a la determinación de un cierto arreglo epistemológico epocal. Esos fondos, muestra Sardinha son fundamentales – en cuanto relación con la superficie – aunque no fundamentos; vale decir, como él lo dice: un fondo es siempre “el objeto de una descripción de hecho, que en ningún momento se convierte en una garantía instituida con miras a aportar un asiento ‘legal’ para los conocimientos o los valores” (p. 84), de modo que “el sentido del fondo es explicar de facto e históricamente, por lo tanto provisionalmente, la naturaleza de un dominio tomado en su especificidad” (ibid).” Y Dávila concluye: “Sin tener temor al lado oscuro de la noción de sistema, Sardinha nos muestra pues el especialísimo holismo y vocación sistémica (¡quién lo creería!) del pensamiento filosófico de Michel Foucault.”
En Brasil, André Duarte evalúa que, “segundo la lectura de Foucault que Sardinha nos presenta, es el carácter mas bien sistemático del pensamiento foucaultiano el que nos permitiría de calificarlo propiamente como obra filosófica, en lugar de captarla como simple recorrido intelectual disperso, sometido a exigencias teóricas variables, dependientes del descubrimiento de nuevos objetos empíricos como la locura y la prisión, la sexualidad o los ejercicios de ascetismo de la Antigüedad, entre muchos otros. He aquí una visión de conjunto del pensamiento de Foucault cuyo sentido comparto enteramente.”
Por su lado, Étienne Balibar, en Francia, dice que “el libro de Diogo Sardinha contiene una pretensión exorbitante que está enunciada desde el comienzo y reiterada al final: entregar por primera vez una interpretación de la filosofía de Foucault o, mejor, del proyecto de Foucault filósofo y de su realización a través del conjunto de la obra del autor de la Historia de la locura, de Las palabras y las cosas y de La inquietud de sí. Ahora bien, apoyo esta pretensión.”
Pero el libro también provocó críticas. La más contundente vino del filósofo francés Alain Brossat, quién estima que “con la ayuda de términos o enunciados tan vagos cuanto ‘proyecto’ (lo que contra todo y todos unifica la obra a despecho de las rupturas y disparidades manifiestas que la marcan), ‘sistematicidad sin fin’, ‘juego libre’, ‘sentido fundamental’, ‘sistematicidad sintética’… se construye una tenaz teleología fundada en la evidencia indiscutida según la cual el sentido de un trabajo filosófico agenciado alrededor de un nombre propio solo puede descubrirse al final en la aparición terminal del sentido de una obra, indisociable de su unidad contra todo y todos. El hecho es que tal lectura solo puede imponer su dogma pagando el precio de un olvido, e incluso de la denegación de muchos enunciados en los cuales Foucault se pronuncia sobre las disposiciones que inspiran su trabajo, sobre los gestos que él activa en su práctica intelectual”.
Sardinha publicó una respuesta a Brossat, contestando su lectura: “él me atribuye ideas que son por lo menos extranjeras a mi trabajo, por no decir que corresponden a veces, incluso muchas veces, exactamente al opuesto no solamente de lo que yo pienso, pero también de lo que escribí.”
En su segundo libro, La Emancipación de Kant a Deleuze (en francés), Sardinha muestra cuanto Kant y Deleuze se ubican al extremo opuesto el uno del otro. Así, en la historia de la emancipación entre las Luces y el final del siglo XX, Kant lanza un reto a cada uno para que se vuelva adulto, en tanto que Deleuze insiste en un devenir-niño. Sardinha reconstruye los desarrollos que conducen del uno al otro y los relaciona con autores de la filosofía (Nietzsche, Benjamin, Heidegger, Sartre, Foucault) y la literatura (Baudelaire, Artaud, Bataille).

## Publicaciones (aquí una selección)
- “La biopolitique (d’)après Michel Foucault”; coordinación del dossier de la revista Labyrinthe, n° 22, 2005 (3) (Francés)
- Vivre en Europe. Philosophie, politique et science aujourd’hui, co-dir. com Bertrand Ogilvie y Frieder Otto Wolf, Paris, L’Harmattan, 2010, 299 p. (Francés)
- Ordre et temps dans la philosophie de Foucault, Paris, L’Harmattan, 2011, 251 p. (Francés. Trad. en español)
- “L’homme après sa mort, Kant après Foucault”; coordinación del dossier de la revista Rue Descartes, n° 75, 2012 (3) (Francés)
- L’Émancipation de Kant à Deleuze, Paris, Edições Hermann, 2013, 246 p.
- “Pourquoi Balibar?”, coordinación com Marie Gaille y Justine Lacroix del dossier de la revista Raison publique, n° 19, nov. 2014 (Francés)
- “Una minoría que no dicta la ley. El Kant de la Ilustración releído por Foucault”, in José-Luis Pardo y Marco Díaz Marsá (org.), Foucault y la Cuestión del Derecho, Madrid, Escolar y Mayo, 2017, p. 247-266 (Español)
- “Pensar como perros: Foucault y los cínicos”, Dorsal. Revista de Estudios Foucaultianos, n° 2, junho 2017, p. 283-300 (Español)
- La Philosophie et l’archive. Un dialogue international, co-dir. con Franck Jedrzejewski, Paris, L’Harmattan, 2017, 249 p. (Francés)
- “Marx y Foucault. El nominalismo de la relación como principio anti-metafísico”, in José Luis Villacañas Berlanga y Rodrigo Castro Orellana, Foucault y la historia de la filosofía, Madrid, Dado Ediciones, 2018, p. 207-223 (Español)